# Warwick Kerr
Warwick Estevam Kerr (Santana de Parnaíba, 9 settembre 1922 – Ribeirão Preto, 15 settembre 2018) è stato un biologo, genetista ed entomologo brasiliano.
Noto per le sue scoperte in genetica e nella determinazione del sesso delle api, è anche responsabile della diffusione delle api africanizzate, chiamate anche api killer, un ibrido tra l'ape del miele europea (apis mellifera) e africana (apis mellifera scutellata).

## Biografia
Kerr nacque nel 1922, a Santana do Parnaíba, nello stato di San Paolo, figlio di Américo Caldas Kerr e Bárbara Chaves Kerr. La sua famiglia era originaria della Scozia, e si trasferì a Pirapora nel 1925. Frequentò lì le scuole superiori e un corso preparatorio per l'Università Presbiteriana Mackenzie a San Paolo; in seguito fu ammesso all'Escola Superior de Luiz de Queiroz dell'Università di San Paolo, a Piracicaba, dove si laureò in Scienze Biologiche.
La sua carriera scientifica iniziò a Piracicaba, dove ricevette il titolo di dottorato di ricerca in entomologia alla facoltà di Scienze Biologiche e in seguito fu assunto come professore assistente. Nel 1951 compì i suoi studi di post-dottorato come professore esterno all'Università della California a Davide, e nel 1952 alla Columbia University nei dipartimenti di Entomologia agraria e sanitaria, afferenti alla facoltà di Biologia. Successivamente studiò con il famoso biologo Theodosius Dobzhansky.
Nel 1958 fu invitato dal professore Dias da Silveira ad assisterlo nell'organizzare il Dipartimento di Biologia alla Facoltà di scienze di Rio Claro, dell'Università statale di San Paolo (UNESP), nella città di Rio Claro, dove rimase fino al 1964 dirigendo un gruppo di ricerca sulla genetica delle api, il suo principale campo di specializzazione.
È stato il primo importatore per ricerca di api mellifere "africane".
Dal 1962 al 1964 assistette il direttore scientifico per organizzare la Fondazione di ricerca dello Stato di San Paolo (FAPESP). Nel dicembre del 1964 accettò il ruolo di professore di genetica alla Facoltà di Medicina di Ribeirão Preto dell'Università di San Paolo, con lo scopo di creare un nuovo dipartimento di genetica. Con questa abilità Kerr riuscì a creare un centro di eccellenza particolarmente per i campi della genetica entomologica e della genetica umana e istruì un gran numero di studenti per master e dottorati. Il dipartimento includeva anche un nuovo campo di ricerca e insegnamento, quello di biologia matematica e di biostatistica, il primo nel suo genere in una scuola di medicina in Brasile; e fu un pioniere nell'uso del computer in biologia e medicina, particolarmente per la genetica applicata all'allevamento.
Da marzo del 1975 ad aprile del 1979 Kerr si trasferì a Manaus nello stato di Amazonas, per fondare e dirigere l'Istituto Nazionale della Ricerca in Amazzonia (INPA), un istituto di ricerca creato dal Consiglio Nazionale per lo Sviluppo Scientifico e Tecnologico (CNPq).

## Opere
- W. E. Kerr; Gerace, L; Leister, F; Sofer, W (1975) - Evolution of the population structure in bees. Genetics 79(1): 73–84. PMC 1213261. PMID 1126622.
- W. E. Kerr (1976) - Population genetic studies in bees. 2 sex-limited genes. Evolution 30(1): 94–99. doi:10.2307/2407676. JSTOR 2407676.
- W. E. Kerr (1987) - Sex determination in bees. XXI. Number of XO-heteroalleles in a natural population of Melipona compressipes fasciculata (Apidae). Insectes Sociaux 34(4): 274–27. doi:10.1007/BF02224359.
- W. E. Kerr & R. A. da Cunha (1990) - Sex determination in bees. XXVI Masculinism of workers in the Apidae. Brazilian Journal of Genetics 13: 479–489.
- W. E. Kerr (1992) - The bee or not the bee? The Times Literary Supplement.